# ملعب دييغو أرماندو مارادونا
ملعب دييغو أرماندو مارادونا (بالإسبانية: Estadio Diego Armando Maradona) هو ملعب نادي أرجنتينوس جونيورز الأرجنتيني لكرة القدم، يقع بالقرب من بوينس آيرس. أطلق عليه هذا الاسم تكريماً لنجم كرة القدم الأرجنتيني دييغو مارادونا، الذي لعب للنادي ما بين 1976 و1981.
تم بناء الملعب ما بين 1993 إلى 2003 وتم افتتاحه رسمياً في 26 ديسمبر 2003 ويسع حوالي 25.000 متفرج.